# 4492 Debussy
4492 Debussy é um asteroide da cintura principal, a 2,2698653 UA. Possui uma excentricidade de 0,1794957 e um período orbital de 1 680,63 dias (4,6 anos). Seu diâmetro é de cerca de 10 km.Foi descoberto em 17 de setembro de 1988, por Eric Elst, e seu nome é uma homenagem ao compositor Claude Debussy.
Observações de curva de luz feitas entre 2002 e 2004 indicaram a presença de um satélite orbitando Debussy, anunciado pelo Minor Planet Center em 15 de junho de 2004. Esse satélite possui um diâmetro de 6 km, e orbita Debussy a uma distância entre 5,2 e 13,5 km.